# Kévin Constant
Kevin Constant (* 10. Mai 1987 in Fréjus) ist ein ehemaliger  französischer Fußballspieler mit guineischen Wurzeln.

## Karriere

### Verein
Der Mittelfeldspieler stand von 2006 bis 2008 bei der Profimannschaft des FC Toulouse unter Vertrag, mit der er in der Ligue 1 spielte. 2008 wechselte er für zwei Jahre zu LB Châteauroux in die zweite französische Liga. Zur Saison 2010/11 wurde er an den Chievo Verona ausgeliehen, mit dem er in der Serie A spielte. Nach der Saison wurde Constant fest verpflichtet, jedoch noch in derselben Transferperiode an den CFC Genua verkauft. In Genua spielte er in der Saison 2011/12 in der Serie A. Zur Saison 2012/13 wurde Constant an den AC Mailand verliehen, im Januar 2013 sicherte sich der AC Mailand erst 50 % der Transferrechte, im Sommer die kompletten.
Zur Saison 2014/15 wechselte Kevin Constant für 2,5 Millionen Euro in die türkische Süper Lig zu Trabzonspor.
Im Frühjahr 2016 verpflichtete ihn der FC Bologna.

### Nationalmannschaft
Kevin Constant sollte für die guineische Nationalmannschaft bei der Afrikameisterschaft 2008 auflaufen, die FIFA erteilte ihm jedoch keine Spielerlaubnis, da sich seine guineische Herkunft nicht nachweisen ließ. Für Constant rückte Mamadou Bah, der heute Spieler bei Racing Straßburg ist, in den Kader.